# Jądro czerwienne

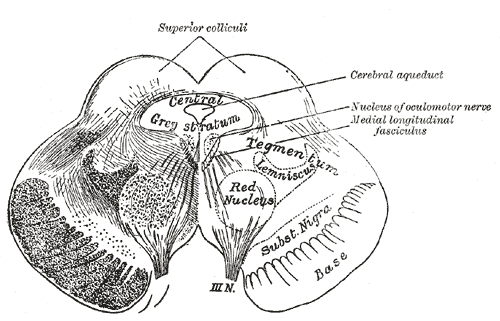
Przekrój przez śródmózgowie na wysokości wzgórków górnych. Jądro czerwienne podpisane Red Nucleus.

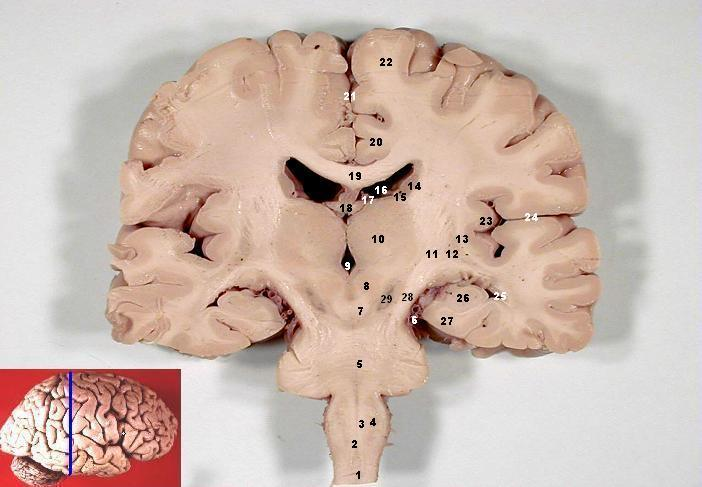
Preparat sekcyjny ludzkiego mózgowia. Jądro czerwienne oznaczone numerem 8.

Jądro czerwienne (łac. nucleus ruber, ang. red nucleus) – struktura układu nerwowego znajdująca się w przedniej części śródmózgowia, utworzona ze średnich neuronów tworzących synapsy z włóknami nerwowymi ramion spajających móżdżku, i dużych neuronów wysyłających aksony tworzące drogę czerwienno-rdzeniową. Nazwa pochodzi od różowawej barwy którą odznacza się na świeżych przekrojach mózgowia, mającej związek z obecnością zawierającego żelazo barwnika.
Jądro czerwienne otrzymuje impulsację z:
- jądra wsuniętego móżdżku (nucleus interpositus),
- jądra móżdżku bocznego,
- gałki bladej,
- wzgórza,
- wzgórków górnych,
- ipsilateralnej kory motorycznej.

Wysyła impulsację do:
- przeciwległej części tworu siatkowatego tyłomózgowia (droga czerwienno-siatkowa),
- rdzenia kręgowego. Aksony eferentne z obu jąder czerwiennych krzyżują się po stronie brzusznej jądra i zstępują wzdłuż śródmózgowia do rdzenia, gdzie powstała droga czerwienno-rdzeniowa przebiega brzusznie względem drogi korowo-rdzeniowej bocznej i sznurów bocznych rdzenia,
- nieskrzyżowane aksony tworzą drugi pęczek (droga czerwienno-oliwkowa), przebiegający przez środkową część nakrywki do oliwki dolnej,
- wysyła też impulsację do wzgórza (tractus rubrothalamicus).

Funkcją jądra czerwiennego jest regulacja napięcia mięśniowego. Jego uszkodzenia powodują ataksję, drgania mięśni przeciwległej strony ciała oraz ruchy pląsawicze.
Jako pierwszy opisał je i zilustrował Santorini w 1775. Vicq-d’Azyr również uwzględnił je w swoich tablicach anatomicznych w 1786, jako tâche rougeâtre. Pierwszy szczegółowy opis tej struktury pozostawił Burdach.